# (73321) 2002 JX97
(73321) 2002 JX97 – planetoida z pasa głównego asteroid okrążająca Słońce w ciągu 4,45 lat w średniej odległości 2,7 j.a. Odkryta 8 maja 2002 roku.